# Châtres (Dordogne)
Châtres (okzitanisch En Chastre) ist ein Ort und eine aus mehreren Weilern (hameaux) und Einzelgehöften bestehende Gemeinde mit 181 Einwohnern (Stand: 1. Januar 2022) im  südfranzösischen Département Dordogne in der Region Nouvelle-Aquitaine. Die Bewohner werden Châtriers und Châtrières genannt.

## Lage
Châtres liegt auf einer Anhöhe gut 54 km (Fahrtstrecke) östlich von Périgueux bzw. gut 40 km westlich von Brive-la-Gaillarde in der historischen Provinz Périgord in einer Höhe von ca. 310 m ü. d. M. Das Klima ist gemäßigt und wird gleichermaßen vom Atlantik und von den Bergen des Zentralmassivs beeinflusst.

## Bevölkerungsentwicklung
| Jahr      | 1800 | 1851 | 1901 | 1954 | 1999 | 2013 |
| Einwohner | 373  | 537  | 510  | 232  | 161  | 190  |

Der kontinuierliche Bevölkerungsrückgang seit der zweiten Hälfte des 19. Jahrhunderts ist im Wesentlichen auf die Reblauskrise im Weinbau und die zunehmende Mechanisierung der Landwirtschaft sowie den jeweils damit einhergehenden Verlust an Arbeitsplätzen zurückzuführen.

## Wirtschaft
Der Ort und seine Umgebung waren jahrhundertelang landwirtschaftlich geprägt; die meisten Menschen lebten als Selbstversorger von den Erträgen ihrer Felder und Gärten; auch Viehzucht und Weinbau wurden betrieben. Im Ort selbst ließen sich Handwerker, Kleinhändler und Dienstleister aller Art nieder. Seit den 1960er Jahren spielt der Tourismus in Form der Vermietung von Ferienwohnungen (gîtes) eine nicht unbedeutende Rolle im Wirtschaftsleben der Gemeinde.

## Geschichte
Im Jahr 1077 wurde in der Nähe des heutigen Ortes eine der Gottesmutter Maria geweihte Augustiner-Abtei (Notre-Dame de Châtres) vom damaligen Grafen des Périgord gegründet. Diese wurde, wie auch eine nahegelegene Burg (château) im Verlauf des Hundertjährigen Krieges (1337–1453) zerstört. In Teilen wieder aufgebaut, war sie im Jahr 1712 in beklagenswertem Zustand; ein Reisender berichte, es gäbe weder eine Kirche noch Mönche. Im Jahr 1791 wurden die Gemäuer verkauft und abgerissen.

## Sehenswürdigkeiten
Der Turm der im 19. Jahrhundert in neoromanischem Stil an der Stelle der abgerissenen Kapelle Saint-Nicolas errichteten Pfarrkirche Notre-Dame-de-la-Nativité dominiert das Ortsbild. Eine Statue der Gottesmutter befindet sich im oberen Teil der Fassade.